# Ioan Virgiliu Băliban
 Ioan Virgiliu Băliban  (n.1899, Unimăt – d.1974, Cluj-Napoca) a fost un deputat în Marea Adunare Națională de la Alba Iulia, organismul legislativ reprezentativ al „tuturor românilor din Transilvania, Banat și Țara Ungurească”, cel care a adoptat hotărârea privind Unirea Transilvaniei cu România, la 1 decembrie 1918.:p. 272

## Biografie
Ioan Virgiliu Băliban s-a născut în localitatea Unimăt, în anul 1899. A fost preot, iar după 1918 a fost profesor de teologie în Cluj-Napoca, unde a și decedat în anul 1974 .:p. 272

## Educație și studii
A studiat teologia la Gherla.:p. 272

## Activitate politică
A fost delegat al cercului electoral Tășnad la Marea Adunare Națională de la Alba Iulia din 18 noiembrie/ 1 decembrie 1918.